# Henriettea multiflora
Henriettea multiflora är en tvåhjärtbladig växtart som beskrevs av Charles Victor Naudin. Henriettea multiflora ingår i släktet Henriettea och familjen Melastomataceae.
Artens utbredningsområde är Guyana. Inga underarter finns listade i Catalogue of Life.